# Andrea Bevilacqua
Andrea Bevilacqua (Roma, 14 luglio 1953) è un regista italiano.

## Biografia
Dopo anni di professione come regista interno per il servizio televisivo pubblico, è oggi un collaboratore esterno della Rai.
Nella sua carriera di regista televisivo ha lavorato in numerosi programmi di genere informativo, di intrattenimento e di carattere culturale.
Tra i vari programmi di cui ha firmato la regia, possiamo elencare: Prima della Prima, Ultimo Minuto, Alla Ricerca dell'Arca, La grande storia, Correva l'anno, Enigma,  Presa diretta.
Oltre ad aver curato la regia di vari cortometraggi, ha collaborato alla regia e alla produzione del lungometraggio Marghera Canale Nord, presentato al Festival del Cinema di Venezia nel 2003 e nel 2002 è stato autore nel film Elisir d'amore. Inoltre da alcuni anni collabora come docente con le università di Palermo e Campobasso in corsi relativi alla comunicazione televisiva.